# Koninklijk Domein van Opgrimbie
Het Koninklijk Domein van Opgrimbie is een domein in Opgrimbie (Maasmechelen) dat sinds 1960 privé-eigendom is van de Koninklijke familie van België. Het domein ligt op de steilrand van het Kempens Plateau, in het Nationaal Park Hoge Kempen.
Op het domein ligt het buitenverblijf van wijlen Koning Boudewijn, genaamd Villa Fridhem. De naam van het buitenverblijf is geïnspireerd op het zomerpaleis van Boudewijns grootouders, in Zweden. Na de dood van de Koning in 1993 ontstond discussie over de bouw van een klooster in een deel van het 170 hectaren groot Koninklijk Domein, ten behoeve van de Monastieke Familie van Betlehem, Maria Ten-Hemel-Opgenomen en de Heilige Bruno, een orde van Monialen die leeft volgens de leefregel van de Kartuizers en daarbij de Oosterse ritus gebruikt. De bouw van dit klooster was de wilsbeschikking van de Koning, na zijn dood medegedeeld door koningin Fabiola aan toenmalig bevoegd minister Kelchtermans. Het klooster ligt echter in een wettelijk beschermd natuurgebied. Tegenstanders voerden aan dat er in een dergelijk natuurgebied geen bouwvergunning kan verstrekt worden. Via een speciale procedure werd er door de minister alsnog een bouwvergunning verleend, waarna de werken aan het klooster aanvingen. De naam van het klooster is het Monasterium Onze-Lieve-Vrouw van het Fiat. De bouwvergunning werd in 1999 door de Raad van State vernietigd. Een tweede bouwvergunning, die daarop werd afgeleverd, werd in 2009 vernietigd door de Raad van State. In 2013 werd een procedure opgestart door het Bisdom Hasselt, de kloosterorde van de Monialen en de stichting van koningin Fabiola om een regularisering door middel van een nieuw bestemmingsplan voor het gebied goedgekeurd te krijgen.